# Festa dell'Unione
La festa dell'Unione (Union Day) è una festività nazionale della Tanzania, celebrata il 26 aprile, a ricordo della data in cui nel 1964 è avvenuta l'unificazione (da cui il nome della giornata) di Tanganica e Zanzibar, dando così vita alla  Repubblica Unita di Tanzania, con Julius Nyerere